# Zimowa opowieść

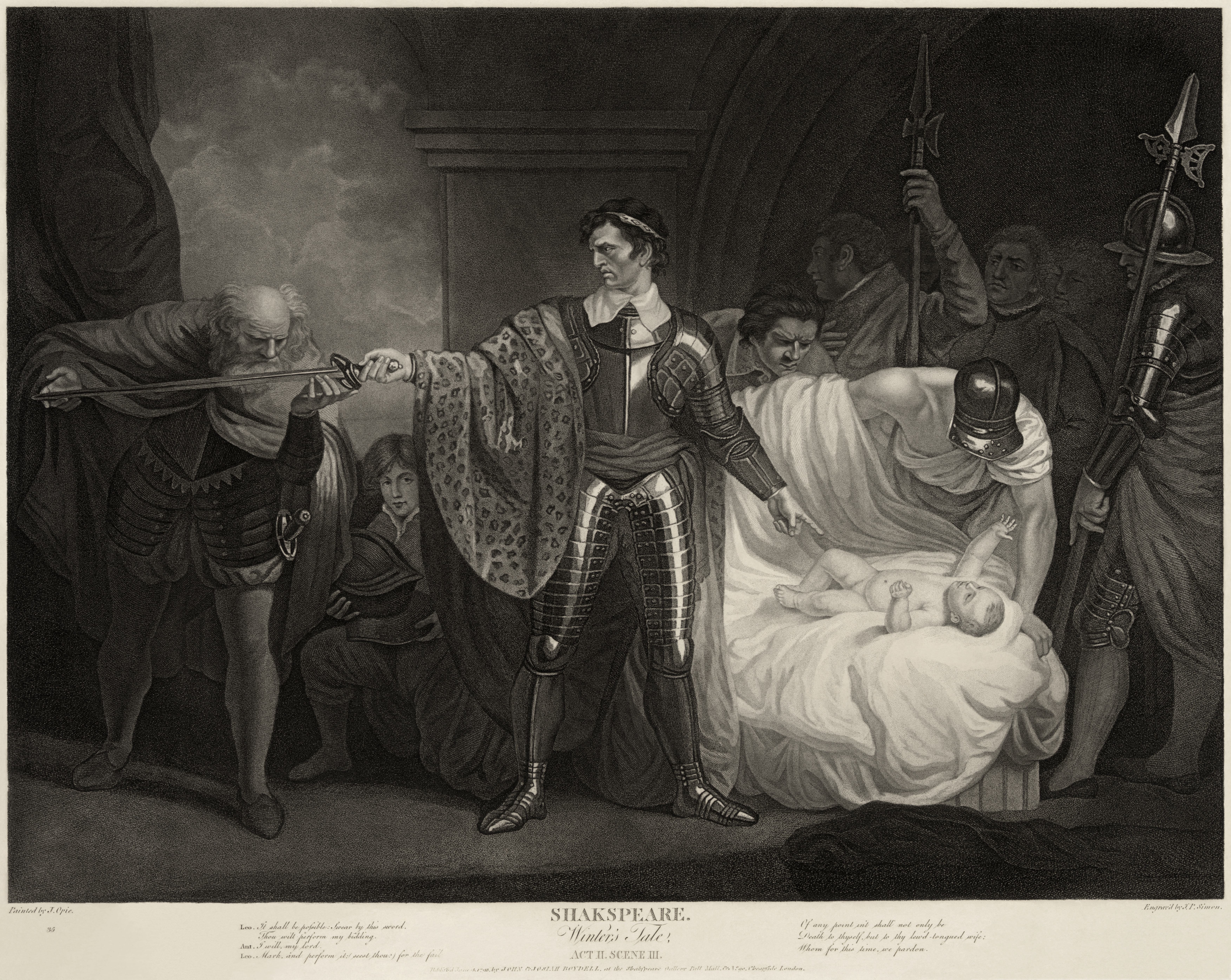
Antigonus, Leontes, Perdita. mal John Opie

Zimowa opowieść (ang. The Winter’s Tale) – jeden z ostatnich utworów Williama Szekspira powstały w latach 1609–1610. Została opublikowana w Pierwszym Folio w 1623.
Jest określana jako jedna z tzw. sztuk problemowych, gdyż nie da się jednoznacznie określić jej gatunku. Zazwyczaj przyjmuje się, że jest to romans z licznymi cechami tragedii.
Utwór ten jest trawestacją romansu pasterskiego autorstwa Roberta Greene’a z 1590.
Z tłumaczeniem tytułu tego utworu jako Opowieść zimowa nie zgodził się Leon Ulrich, który przełożył go jako Zimowa powieść.